# Saint-Claude (Guadalupe)

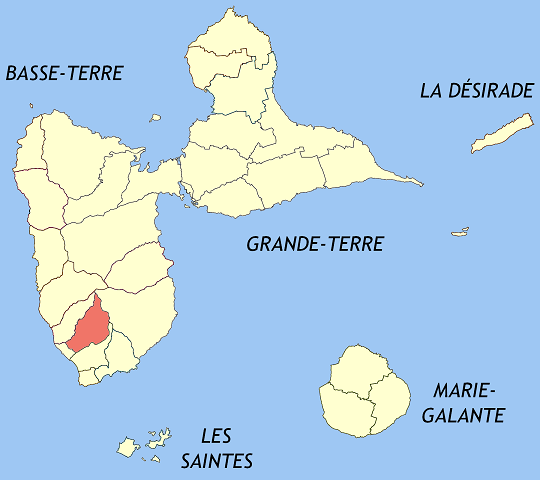
Ubicació de Saint-Claude dins de Guadalupe

Saint-Claude  és un municipi francès, situat a Guadalupe, una regió i departament d'ultramar de França situat a les Petites Antilles. L'any 2006 tenia 10.502 habitants. Limita al sud amb Gourbeyre i a l'oest amb Baillif i Basse-Terre.

## Demografia
| 10.191                                     | 10.502 |
| Des de 1962: població sense dobles comptes |        |

## Administració
| Període | Identitat    | Partit |
| ------- | ------------ | ------ |
| 2008-   | Élie Califer | FGPS   |

## Personatges il·lustres
- Lucette Michaux-Chevry, política
- Daniel Maximin, poeta